# Дарбишев, Гаджияв Магомедович
Гаджияв Магомедович Дарбишев (31 августа 1961, с. Хунзах, Хунзахский район, Дагестанская АССР, РСФСР, СССР) — российский и дагестанский политик. Глава Ленинского района Махачкалы (2014—2016). Кандидат экономических наук.

## Биография
После окончания университета работал в Смоленской области в контрольно–финансовом управлении Министерства финансов. В 1989 году вернулся в Дагестан, где проработал в Комитете народного контроля, налоговой инспекции в Центре трудовой занятости. С 1998 по 2007 годы работал гендиректором в «Имбанке» и «АИБе». В 2007 году был избран председателем хунзахского районного собрания депутатов. 11 октября 2009 года набрав 55 % голосов стал главой администрации Хунзахского района. В начале августа 2013 года появилась информация, что Дарбишев станет директором дагестанского филиала «Газпромбанка». 18 апреля 2014 года по указу и. о. главы города Махачкалы Магомеда Сулейманова возглавил администрацию Ленинского район города Махачкалы. В начале декабря 2015 года на 4-й сессия Собрания депутатов внутригородского района был переизбран главой администрации. 6 декабря 2016 года главой Махачкалы Мусой Мусаевым, был отстранён от должности главы администрации Ленинского района.

## Трудовая деятельность
- август 1979 — май 1980 года — чабан в колхозе имени М. Хизроева;
- июня — сентябрь 1980 — слесарем Хунзахского МРО «Сельхозтехника».
- 1980 — 1984 — учёба на экономический факультете Дагестанского государственного университета.
- октябрь — декабрь 1984 — экономистом Первомайской МПК-13 Управления мелиорации по Смоленской области.
- декабрь 1984 — сентябрь 1986 – контролер-ревизор КРУ МФ РСФСР по Смоленской области.
- октябрь 1986 — сентября 1987 – ревизор районного потребительское общества КРУ МФ РСФСР по Смоленской области.
- сентябрь 1987 — февраль 1991 – инспектор Комитета народного контроля.
- апрель — июля 1991 – инспектор государственной налоговой инспекции по Хунзахскому району.
- июль 1991 — июнь 1993 – заведующий бюро занятости населения Хунзахского района.
- март 1993 — июль 1997 – заместитель председателя правления АИБ «Имбанк».
- сентябрь — апрель 1997 года – председатель правления АИБ «Имбанк».
- май 2007 — октябрь 2009 – Председатель Собрания депутатов МО «Хунзахский район».
- октябрь 2009 — апреля 2014 года – Глава МО «Хунзахский район».
- апрель 2014 — декабрь 2016 – глава администрации Ленинского района города Махачкалы.

## Личная жизнь
Родился в селе Хунзах. По национальности — аварец. В 1984 году окончил экономический факультет Дагестанского государственного университета.